# Live Aid
Live Aid var en välgörenhetskonsert som ägde rum lördagen den 13 juli 1985. Tillställningen organiserades av Bob Geldof, sångare i Boomtown Rats, och Ultravox-sångaren Midge Ure för att samla in pengar till svältkatastrofen i Etiopien. De två konserterna, en på Wembley Stadium i London (med en publik på cirka 72 000) och en på JFK Stadium i Philadelphia (publik runt 90 000 personer) , sändes live över satellit och sågs av uppemot 400 miljoner tittare i 60 länder. Därutöver fanns några mindre scener runt om i världen. Artisterna och grupperna som ställde upp gratis var många av den tidens mest populära och mest tongivande artister och grupper.
Konserterna beräknas ha samlat in cirka 1,5 miljarder kronor i donationer från allmänheten.

## Artister och grupper på Live Aid
(i den ordning som de uppträdde):

- Status Quo
- Style Council
- Boomtown Rats
- Adam Ant
- INXS (på scen i Melbourne)
- Ultravox
- Loudness (på scen i Japan)
- Spandau Ballet
- Bernard Watson
- Joan Baez (presenterad av Jack Nicholson)
- Elvis Costello
- The Hooters
- Opus (på scen i Österrike)
- Nik Kershaw
- The Four Tops
- B.B. King (på scen i Haag)
- Billy Ocean
- Black Sabbath
- Sade
- RUN DMC
- Yu Rock Mission (på scen i Belgrad)
- Sting
- Rick Springfield
- Phil Collins
- REO Speedwagon
- Howard Jones
- Avtograf (på scen i Moskva)
- Bryan Ferry (med Pink Floyds David Gilmour på gitarr)
- Crosby, Stills & Nash
- Udo Lindenberg (på scen i Köln)
- Judas Priest
- Paul Young
- Alison Moyet
- Bryan Adams
- U2
- The Beach Boys
- Dire Straits
- George Thorogood and the Destroyers / Bo Diddley / Albert Collins
- Queen (presenterade av komikerna Mel Smith och Griff Rhys Jones)
- Simple Minds
- David Bowie (med Thomas Dolby på keyboard)
- The Pretenders
- The Who
- Santana
- Pat Metheny
- Elton John
- Ashford and Simpson
- Teddy Pendergrass
- Elton John (med Kiki Dee)
- Wham!
- Madonna
- Freddie Mercury & Brian May
- Paul McCartney
- Band Aid (lett av Bob Geldof)
- Tom Petty
- Kenny Loggins
- The Cars
- Neil Young
- Power Station
- Thompson Twins
- Eric Clapton
- Phil Collins igen (efter att ha flugit Concorde från Storbritannien till USA)
- Robert Plant, Jimmy Page och John Paul Jones (med Phil Collins och Tony Thompson på trummor)
- Crosby, Stills, Nash & Young
- Duran Duran (den sista gången de fem medlemmarna uppträdde tillsammans, tills 2003)
- Patti LaBelle
- Hall & Oates / Eddie Kendricks / David Ruffin
- Mick Jagger
- Tina Turner
- Bob Dylan
- Keith Richards / Ron Wood
- USA for Africa (lett av Lionel Richie)